# Тепляков, Сергей Евгеньевич
Сергей Евгеньевич Тепляков (25 января 1965) — советский и белорусский футболист, нападающий и полузащитник.

## Биография
Дебютировал во взрослом футболе в 1982 году в составе «Днепра» (Могилёв), в том же сезоне со своим клубом стал победителем зонального и финального турниров второй лиги. В 1983 году провёл 4 матча в первой лиге, а со следующего сезона стал более регулярно играть за команду во второй лиге. Однако к концу 1980-х годов утратил место в составе «Днепра», сезон 1988 года пропустил, а в 1989 году провёл только 10 матчей, после чего прекратил выступления за главный могилёвский клуб. Всего за «Днепр» в первенствах СССР сыграл 122 матча.
Участник футбольных турниров Спартакиады народов СССР 1983 и 1986 годов в составе молодёжной сборной Белорусской ССР.
В последних сезонах перед распадом СССР играл за могилёвское «Торпедо» в чемпионате Белорусской ССР среди КФК, в 1991 году стал вице-чемпионом республики. С 1992 года со своим клубом выступал в высшей лиге Беларуси. Был капитаном команды. Лучший бомбардир «Торпедо» в весеннем сезоне 1992 года (6 голов). В сезоне 1994/95 со своим клубом стал финалистом Кубка Беларуси. Продолжал выступать за «Торпедо» (позднее — «Торпедо-Кадино») до 2000 года, всего в высшей лиге Беларуси сыграл 200 матчей и забил 21 гол. После вылета клуба из высшей лиги по окончании сезона 2000 года завершил карьеру.

## Достижения
- Финалист Кубка Беларуси: 1994/95
- Победитель второй лиги СССР: 1982
- Серебряный призёр чемпионата Белорусской ССР среди КФК: 1991